# Могучие рейнджеры: Самураи

Логотип второго сезона

Могучие рейнджеры: Самураи (Супер Самураи) — (англ. Power Rangers Samurai) — восемнадцатый сезон американского сериала для детей и подростков «Могучие рейнджеры», основанный на тридцать третьем сезоне японского телесериала «Super Sentai». «Отряд Самураев — Шинкенджеры», В отличие от нескольких предыдущих сезонов сериал снова вернулся к компании «Saban Brands». Глава компании Хаим Сабан пообещал сделать его более ярким, смешным в отличие от предыдущих. Самураи — первый сезон сериала, транслировавшийся в формате «HD». Также компания создаёт игру по сериалу, которая уже была продемонстрирована. Кроме игры компания также заявила о возможном производстве фильма, что пока не подтверждено.
18 февраля 2012 года вышло продолжение — Могучие рейнджеры: Супер Самураи (англ. Power Rangers Super Samurai), которое является уже девятнадцатым сезоном сериала «Могучие рейнджеры». Сериал шёл на канале Nickelodeon.

## Краткая история
Много веков назад объявившиеся в Японии монстры Найлоки попытались захватить наш мир, но их одолели Воины-Самураи мощью Символов, передающейся из поколения в поколение. В наши времена злодеи Найлоки восстали вновь и планируют затопить Землю. К счастью, новое поколение героев готово к схватке. Это Могучие Рейнджеры-Самураи.

## Персонажи

### Рейнджеры
- Джейден Шиба — Первый Красный Самурай Рейнджер и лидер команды. Роль играет Алекс Хартмен.
- Мия Ватанабе — Розовый Самурай Рейнджер. Роль играет Эрика Фонг.
- Майк Фернандес — Зелёный Самурай Рейнджер. Роль играет Гектор Дэвид — Младший.
- Кевин Дуглас — Синий Самурай Рейнджер. Роль играет Наджи Де-Тидж.
- Эмили Стюарт — Жёлтый Самурай Рейнджер. Роль играет Бриттани Энн Пиртл.
- Антонио Гарсия — Золотой Самурай Рейнджер. Роль играет Стивен Скайлер.
- Лорен Шиба — Второй Красный Самурай Рейнджер. Роль играет Кимберли Кроссман.

### Рейнджеры RPM
- Скотт Трумэн — Красный RPM рейнджер. Роль озвучивает Тобиас Рейсc.

### Союзники и прочие персонажи
- Джи — наставник рейнджеров. Роль играет Рене Науфаху.
- Фаркас «Толстый» Балкмайер — друг Тонкого, родной дядя Спайка. Роль играет Пол Шрайер.
- Спайк Скаллович — сын Тонкого (Скалла), любимый племянник Толстого (Балка). Роль играет Феликс Райан.
- Серена Стюарт — старшая сестра Эмили. Роль играет Джасинда Стивенс.
- Мистер Шиба — отец Джейдена. Роль играет Стивен А. Дэвис.
- Мистер Дуглас — отец Кевина. Роль играет Стивен Смит.
- Дайсукэ — хранитель Врат Тенген. Роль играет Грант Мак-Фарленд.
- Коди — мальчик, пытающийся подружиться с БуллЗордом и укротить его. Наследник Великого Сёгуна. Роль играет Брукс Александр.

### Антагонисты
- Найлоки — группировка злобных монстров из Потустороннего Мира.

#### Лидеры
- Мастер Зандред — верховный командующий и повелитель Найлоков. Роль озвучивает Джефф Шустерман.
- Дайю — прислужница Зандреда в звании генерала Найлоков. Жена Декера. Роль озвучивает Кейт Эллиотт, а играет Рюген Дю Брей (в человеческом облике).
- Октору́ — карлик с головой кальмара и ученый Найлоков, мозг команды. Роль озвучивает Джефф Шустерман.
- Декер — получеловек-полунайлок и призрак. Роль играет Рикардо Медина — Младший.
- Серратор — царь Найлоков, особо опасен. Роль озвучивает Дерек Джадж.
- Мугеры — солдаты-пехотинцы армии Найлоков.
- Генерал Гат — Найлок-лидер. Роль озвучивает Джон Дибвиг.
- Сержант Тред — Найлок с мечами-колесами. Роль озвучивает Джофф Долан.

## Эпизоды

### Могучие Рейнджеры: Самураи (2011)
| № общий | № в сезоне | Название                                                                       | Режиссёр        | Автор сценария                                   | Дата премьеры   |
| ------- | ---------- | ------------------------------------------------------------------------------ | --------------- | ------------------------------------------------ | --------------- |
| 701     | 1          | «Истоки: Часть 1» «Origins, Part I»                                            | Питер Самон     | Дэвид Шнайдер и Джеймс В. Бейтс                  | 15 октября 2011 |
| 702     | 2          | «Истоки: Часть 2» «Origins, Part II»                                           | Питер Самон     | Джилл Доннеллан и Джеймс В. Бейтс                | 22 октября 2011 |
| 703     | 3          | «Объединение команды» «The Team Unites»                                        | Питер Самон     | Дэвид Шнайдер и Джеймс В. Бейтс                  | 7 февраля 2011  |
| 704     | 4          | «Сделка с Найлоком» «Deal With a Nighlok»                                      | Люк Робинсон    | Джилл Доннеллан и Джонатан Розенталь             | 13 февраля 2011 |
| 705     | 5          | «Выходной» «Day Off»                                                           | Люк Робинсон    | Дэвид Шнайдер и Джилл Доннеллан                  | 20 февраля 2011 |
| 706     | 6          | «Палки и камни» «Sticks & Stones»                                              | Люк Робинсон    | Джилл Доннеллан и Дэвид Шнайдер                  | 27 февраля 2011 |
| 707     | 7          | «Рыбка из воды» «A Fish Out of Water»                                          | Питер Самон     | Дэвид Шнайдер и Джеймс В. Бейтс                  | 6 марта 2011    |
| 708     | 8          | «Похищенные невесты» «There Go the Brides»                                     | Питер Самон     | Джилл Доннеллан и Джонатан Розенталь             | 13 марта 2011   |
| 709     | 9          | «Зачарованный Синий» «I've Got a Spell on Blue»                                | Питер Самон     | Дэвид Шнайдер и Джилл Доннеллан                  | 20 марта 2011   |
| 710     | 10         | «Лес из деревьев» «Forest for the Trees»                                       | Джонатан Бру    | Джилл Доннеллан и Сет Уолтер                     | 27 марта 2011   |
| 711     | 11         | «Тест на лидера» «Test of the Leader»                                          | Джонатан Бру    | Дэвид Шнайдер и Сэмюэл П. МакЛин                 | 10 апреля 2011  |
| 712     | 12         | «Джейден принимает вызов» «Jayden's Challenge»                                 | Джонатан Бру    | Джилл Доннеллан, Джеймс В. Бейтс и Дэвид Шнайдер | 17 апреля 2011  |
| 713     | 13         | «Неожиданный гость» «Unexpected Arrival»                                       | Акихиро Ногучи  | Дэвид Шнайдер и Сет Уолтер                       | 30 апреля 2011  |
| 714     | 14         | «Место для новичка» «Room for One More»                                        | Акихиро Ногучи  | Джилл Доннеллан и Джонатан Розенталь             | 7 мая 2011      |
| 715     | 15         | «Синий и Золотой» «The Blue and the Gold»                                      | Акихиро Ногучи  | Дэвид Шнайдер и Джилл Доннеллан                  | 14 мая 2011     |
| 716     | 16         | «Командный дух» «Team Spirit»                                                  | Джонатан Бру    | Билли Рубен и Джеймс В. Бейтс                    | 21 мая 2011     |
| 717     | 17         | «Врата Тенген» «The Tengen Gate»                                               | Джонатан Бру    | Дэвид МакДермотт                                 | 28 мая 2011     |
| 718     | 18         | «Чёрный ящик» «Boxed In»                                                       | Джонатан Бру    | Сет Уолтер                                       | 4 июня 2011     |
| 719     | 19         | «Разбитые сновидения» «Broken Dreams»                                          | Акихиро Ногучи  | Джилл Доннеллан                                  | 1 октября 2011  |
| 720     | 20         | «Великий поединок» «The Ultimate Duel»                                         | Акихиро Ногучи  | Джонатан Розенталь                               | 8 октября 2011  |
| 721     | СПХ        | «Вечеринка монстров» «Monster Bash»                                            | Акихиро Ногучи  | Джеймс В. Бейтс и Амит Бхаумик                   | 29 октября 2011 |
| 722     | СП         | «Столкновение Красных Рейнджеров: Фильм» «Clash of the Red Rangers: The Movie» | Джонатан Тзачер | Джеймс В. Бейтс                                  | 26 ноября 2011  |
| 723     | СПР        | «Рождество вместе, друзья навсегда» «Christmas Together, Friends Forever»      | Джонатан Бру    | Джилл Доннеллан и Амит Бхаумик                   | 10 декабря 2011 |

### Могучие Рейнджеры: Супер Самураи (2012)
| № общий | № в сезоне | Название                                                                  | Режиссёр                           | Автор сценария                 | Дата премьеры   |
| ------- | ---------- | ------------------------------------------------------------------------- | ---------------------------------- | ------------------------------ | --------------- |
| 724     | 1          | «Супер Самураи» «Super Samurai»                                           | Джонатан Бру                       | Джеймс В. Бейтс                | 18 февраля 2012 |
| 725     | 2          | «Игра в защите» «Shell Game»                                              | Джонатан Бру                       | Сет Уолтер                     | 25 февраля 2012 |
| 726     | 3          | «Перемена мест» «Trading Places»                                          | Джонатан Бру                       | Дэвид МакДермотт               | 3 марта 2012    |
| 727     | 4          | «Что-то рыбное» «Something Fishy»                                         | Акихиро Ногучи                     | Юджин Сон                      | 10 марта 2012   |
| 728     | 5          | «Спасение» «The Rescue»                                                   | Акихиро Ногучи                     | Сэмюэл П. МакЛин               | 17 марта 2012   |
| 729     | 6          | «Бык-Зорд» «The Bullzord»                                                 | Акихиро Ногучи                     | Марк Хэндлер                   | 24 марта 2012   |
| 730     | 7          | «Он не хэви-метал, он — мой брат» «He Ain't Heavy Metal, He's My Brother» | Нобухиро Сузумура и Акихиро Ногучи | Кевин Рубио и Дэвид МакДермотт | 31 марта 2012   |
| 731     | 8          | «Выбор Кевина» «Kevin's Choice»                                           | Питер Самон                        | Джонатан Розенталь             | 7 апреля 2012   |
| 732     | 9          | «Спайк-беглец» «Runaway Spike»                                            | Питер Самон                        | Джилл Доннеллан                | 14 апреля 2012  |
| 733     | 10         | «Странная история Манчис» «The Strange Case of the Munchies»              | Акихиро Ногучи                     | Джилл Доннеллан                | 21 апреля 2012  |
| 734     | 11         | «Щекотливая ситуация» «A Sticky Situation»                                | Питер Самон                        | Сет Уолтер                     | 28 апреля 2012  |
| 735     | 12         | «Верь мне» «Trust Me»                                                     | Акихиро Ногучи                     | Марк Хэндлер                   | 5 мая 2012      |
| 736     | 13         | «Мастер возвращается» «The Master Returns»                                | Акихиро Ногучи                     | Сэмюэл П. МакЛин               | 12 мая 2012     |
| 737     | 14         | «Мир треснул» «A Crack in the World»                                      | Нобухиро Сузумураи Акихиро Ногучи  | Сет Уолтер                     | 13 октября 2012 |
| 738     | 15         | «Удар судьбы» «Stroke of Fate»                                            | Нобухиро Сузумураи Акихиро Ногучи  | Амит Бхаумик                   | 3 ноября 2012   |
| 739     | 16         | «Огонь против огня» «Fight Fire With Fire»                                | Акихиро Ногучи                     | Марк Хэндлер                   | 10 ноября 2012  |
| 740     | 17         | «Великая дуэль» «The Great Duel»                                          | Акихиро Ногучи                     | Джилл Доннеллан                | 17 ноября 2012  |
| 741     | 18         | «Возрождение зла» «Evil Reborn»                                           | Акихиро Ногучи                     | Сет Уолтер                     | 24 ноября 2012  |
| 742     | 19         | «Символ Печати» «The Sealing Symbol»                                      | Нобухиро Сузумураи Акихиро Ногучи  | Сет Уолтер                     | 1 декабря 2012  |
| 743     | 20         | «Самураи Навсегда» «Samurai Forever»                                      | Нобухиро Сузумураи Акихиро Ногучи  | Дэвид МакДермотт               | 8 декабря 2012  |
| 744     | СПХ        | «Уловка обманщика» «Trickster Treat»                                      | Джонатан Тзачер                    | Майкл Сорич                    | 27 октября 2012 |
| 745     | СПР        | «Рождество застопорилось» «Stuck on Christmas»                            | Джонатан Бру                       | Джилл Доннеллан                | 15 декабря 2012 |